# Single numer jeden w roku 1996 (USA)
Notowanie Billboard Hot 100 przedstawia najlepiej sprzedające się single w Stanach Zjednoczonych. Publikowane jest ono przez magazyn Billboard, a dane kompletowane są przez Nielsen SoundScan w oparciu o cotygodniowe wyniki sprzedaży cyfrowej oraz fizycznej singli, a także częstotliwość emitowania piosenek na antenach stacji radiowych.

## Historia notowania
| Data publikacji | Piosenka                                | Artysta                                                 |
| --------------- | --------------------------------------- | ------------------------------------------------------- |
| 6 stycznia      | „One Sweet Day”                         | Mariah Carey i Boyz II Men                              |
| 13 stycznia     | „One Sweet Day”                         | Mariah Carey i Boyz II Men                              |
| 20 stycznia     | „One Sweet Day”                         | Mariah Carey i Boyz II Men                              |
| 27 stycznia     | „One Sweet Day”                         | Mariah Carey i Boyz II Men                              |
| 3 lutego        | „One Sweet Day”                         | Mariah Carey i Boyz II Men                              |
| 10 lutego       | „One Sweet Day”                         | Mariah Carey i Boyz II Men                              |
| 17 lutego       | „One Sweet Day”                         | Mariah Carey i Boyz II Men                              |
| 24 lutego       | „One Sweet Day”                         | Mariah Carey i Boyz II Men                              |
| 2 marca         | „One Sweet Day”                         | Mariah Carey i Boyz II Men                              |
| 9 marca         | „One Sweet Day”                         | Mariah Carey i Boyz II Men                              |
| 16 marca        | „One Sweet Day”                         | Mariah Carey i Boyz II Men                              |
| 23 marca        | „Because You Loved Me”                  | Céline Dion                                             |
| 30 marca        | „Because You Loved Me”                  | Céline Dion                                             |
| 6 kwietnia      | „Because You Loved Me”                  | Céline Dion                                             |
| 13 kwietnia     | „Because You Loved Me”                  | Céline Dion                                             |
| 20 kwietnia     | „Because You Loved Me”                  | Céline Dion                                             |
| 27 kwietnia     | „Because You Loved Me”                  | Céline Dion                                             |
| 4 maja          | „Always Be My Baby”                     | Mariah Carey                                            |
| 11 maja         | „Always Be My Baby”                     | Mariah Carey                                            |
| 18 maja         | „Tha Crossroads”                        | Bone Thugs-n-Harmony                                    |
| 25 maja         | „Tha Crossroads”                        | Bone Thugs-n-Harmony                                    |
| 1 czerwca       | „Tha Crossroads”                        | Bone Thugs-n-Harmony                                    |
| 8 czerwca       | „Tha Crossroads”                        | Bone Thugs-n-Harmony                                    |
| 15 czerwca      | „Tha Crossroads”                        | Bone Thugs-n-Harmony                                    |
| 22 czerwca      | „Tha Crossroads”                        | Bone Thugs-n-Harmony                                    |
| 29 czerwca      | „Tha Crossroads”                        | Bone Thugs-n-Harmony                                    |
| 6 lipca         | „Tha Crossroads”                        | Bone Thugs-n-Harmony                                    |
| 13 lipca        | „How Do U Want It” / „California Love”  | 2Pac feat. K-Ci & JoJo / feat. Dr. Dre i Roger Troutman |
| 20 lipca        | „How Do U Want It” / „California Love”  | 2Pac feat. K-Ci & JoJo / feat. Dr. Dre i Roger Troutman |
| 27 lipca        | „You're Makin' Me High” / „Let It Flow” | Toni Braxton                                            |
| 3 sierpnia      | „Macarena” (Bayside Boys Mix)           | Los Del Rio                                             |
| 10 sierpnia     | „Macarena” (Bayside Boys Mix)           | Los Del Rio                                             |
| 17 sierpnia     | „Macarena” (Bayside Boys Mix)           | Los Del Rio                                             |
| 24 sierpnia     | „Macarena” (Bayside Boys Mix)           | Los Del Rio                                             |
| 31 sierpnia     | „Macarena” (Bayside Boys Mix)           | Los Del Rio                                             |
| 7 września      | „Macarena” (Bayside Boys Mix)           | Los Del Rio                                             |
| 14 września     | „Macarena” (Bayside Boys Mix)           | Los Del Rio                                             |
| 21 września     | „Macarena” (Bayside Boys Mix)           | Los Del Rio                                             |
| 28 września     | „Macarena” (Bayside Boys Mix)           | Los Del Rio                                             |
| 5 października  | „Macarena” (Bayside Boys Mix)           | Los Del Rio                                             |
| 12 października | „Macarena” (Bayside Boys Mix)           | Los Del Rio                                             |
| 19 października | „Macarena” (Bayside Boys Mix)           | Los Del Rio                                             |
| 26 października | „Macarena” (Bayside Boys Mix)           | Los Del Rio                                             |
| 2 listopada     | „Macarena” (Bayside Boys Mix)           | Los Del Rio                                             |
| 9 listopada     | „No Diggity”                            | Blackstreet feat. Dr. Dre                               |
| 16 listopada    | „No Diggity”                            | Blackstreet feat. Dr. Dre                               |
| 23 listopada    | „No Diggity”                            | Blackstreet feat. Dr. Dre                               |
| 30 listopada    | „No Diggity”                            | Blackstreet feat. Dr. Dre                               |
| 7 grudnia       | „Un-Break My Heart”                     | Toni Braxton                                            |
| 14 grudnia      | „Un-Break My Heart”                     | Toni Braxton                                            |
| 21 grudnia      | „Un-Break My Heart”                     | Toni Braxton                                            |
| 28 grudnia      | „Un-Break My Heart”                     | Toni Braxton                                            |